# Álvaro Ormeño
Álvaro Andrés Ormeño Salazar est un joueur de football professionnel chilien né le 4 avril 1979 à Santiago. Il évolue au poste de Défenseur.

## Biographie
Álvaro Ormeño reçoit sa première sélection en équipe de Chili lors du match Chili - Équateur le 7 juillet 2007. 
Entre 2007, il totalise 8 sélections et 1 but pour l'équipe du Chili.

## Palmarès
| Année       | Titre                                        | Club             | Pays  |
| 2003        | Vainqueur de la Primera B (ouverture)        | Everton          | Chili |
| 2006        | Vainqueur de la Primera División (ouverture) | Colo-Colo        | Chili |
| 2006        | Vainqueur de la Primera División (clôture)   | Colo-Colo        | Chili |
| 2013 - 2014 | Vainqueur de la Copa Chile (clôture)         | Deportes Iquique | Chili |